# Ťin Mao
Ťin Mao (čínsky 金茂大厦 pchin-jin Jīn Mào Dàshà v českém přepisu Ťin Mao ta-ša, anglicky Jin Mao Tower) je mrakodrap v Šanghaji, ve čtvrti Pchu-tung. Má celkem 88 podlaží a dosahuje výšky 421 m. Po dokončení v roce 1998 se dlouho jednalo o nejvyšší budovu v Čínské lidové republice, překonána byla až v roce 2008 sousedním Shanghai World Financial Center a Greenland Square Zifeng Tower v Nankingu. V roce 2016 byl Ťin Mao osmnáctým nejvyšším mrakodrapem na světě.
Budovu projektovala americká kancelář Skidmore, Owings and Merrill. Na první pohled je na ní patrná inspirace v tradiční architektuře čínských pagod. Vrchol budovy je modelován ve tvaru lotosového květu, který je v Číně vnímán jako symbol štěstí. Zdar stavby má zaručit i 88 podlaží, protože osmička patří mezi šťastná čísla.
Spodních 50 podlaží zaujímají kancelářské prostory, zatímco v horní části je umístěn luxusní hotel Grand Hyatt. Jeho středem prochází až ke střeše atrium, které tak při šířce 27 m dosahuje závratné výšky 142 m.